# Christian Fittipaldi
Christian Fittipaldi (ur. 18 stycznia 1971 w São Paulo) – brazylijski kierowca wyścigowy, były kierowca Formuły 1, serii Champ Car i NASCAR.
Christian otrzymał imię na cześć Christiana Heinza, zmarłego podczas wyścigu 24h Le Mans w 1963 roku. Jest on synem Wilsona i bratankiem Emersona.

## Życiorys
Uważany był na początku lat 90. za jeden z największych talentów wyścigowych. Po zwycięstwie w klasyfikacji kierowców w Formule 3000 w 1991 roku trafił on do Formuły 1, a konkretnie do zespołu Minardi. W Formule 1 zadebiutował w sezonie 1992 w Grand Prix Republiki Południowej Afryki, ale odpadł w tym wyścigu, ponieważ na 43 okrążeniu zepsuł się alternator. W sezonie 1992 zdobył jeden punkt – w Grand Prix Japonii, co dało mu 17. miejsce w klasyfikacji generalnej na koniec sezonu. Rok później było już lepiej – 3 punkty za czwarte miejsce w RPA oraz 2 za piąte w Grand Prix Monako zaowocowały trzynastym miejscem na koniec sezonu. W sezonie 1994 Fittipaldi jeździł dla ekipy Footwork, zdobył 6 punktów (dwa razy czwarte miejsce – w Grand Prix Pacyfiku i Grand Prix Niemiec), co dało mu 15. miejsce w klasyfikacji końcowej. Po tamtym sezonie odszedł z Formuły 1.
Postanowił ścigać się w serii CART. Jego pierwszym sporym sukcesem w Ameryce Północnej było drugie miejsce w wyścigu Indianapolis 500 w 1995 roku, co dało mu tytuł debiutanta roku. W 1997 roku złamał obie nogi na skutek wypadku w wyścigu Gold Coast Indy 300, ale w późniejszym czasie powrócił do ścigania się. Pierwszy wyścig w serii CART wygrał w 1999 roku, a było to na torze Road America. Fittipaldi nigdy nie zdobył tytułu mistrzowskiego tej serii (najlepsze wyniki – piąty w 1996 i 2002 roku).
Później postanowił spróbować swych sił w serii NASCAR. W latach 2001–2002 wziął udział w trzech wyścigach Nationwide Series, i mimo że nie wypadł tam rewelacyjnie, przyciągnął uwagę Richarda Petty’ego. Podpisał kontrakt z zespołem Petty Enterprises i pod koniec roku 2002 zadebiutował w Winston Cup w Phoenix. W 2003 Fittipaldi po raz pierwszy wziął udział w wyścigu Daytona 500; miało to miejsce w teamie Andy Petree Racing. Po Daytonie wrócił do Petty Enterprises. Latem na skutek odejścia Johna Andrettiego otrzymał samochód z numerem 43. Następnie na krótko wyrzucono go z zespołu, ale później przyjęto go z powrotem (tym razem jeździł z numerem 44). Po tamtym sezonie odszedł z zespołu.
W 2004 roku wygrał dla zespołu Bell Motorsports wyścig Rolex 24 at Daytona na samochodzie Doran JE4-Pontiac; sztuki tej dokonał wraz z Terrym Borchellerem, Forestem Barberem i Andym Pilgrimem.

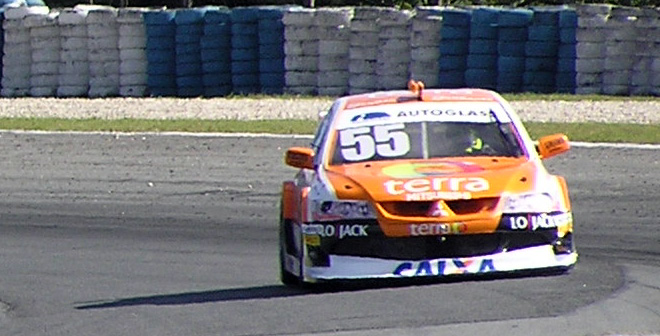
Fittipaldi podczas wyścigu Stock Car Brasil w Kurytybie w Mitsubishi Lancer w 2006 roku

W 2005 przeniósł się do serii Stock Car Brasil, w której ścigał się do 2007 roku.
W 2008 ścigał się w American Le Mans Series Acurą LMP2 dla Andretti Green Racing.

## Wyniki

### Podsumowanie
| Sezon | Seria                                  | Zespół                                 | Starty | PP | Zwyc. | Punkty | Pozycja |
| ----- | -------------------------------------- | -------------------------------------- | ------ | -- | ----- | ------ | ------- |
| 1990  | Formuła 3 Sudamericana                 | Fittipaldi Competicion                 | 12     | 2  | 3     | 49     | 1.      |
| 1990  | Brytyjska Formuła 3                    | West Surrey Racing                     | 17     | 1  | 1     | 36     | 4.      |
| 1991  | Formuła 3000                           | Pacific Racing                         | 10     | 4  | 2     | 47     | 1.      |
| 1992  | Formuła 1                              | Minardi                                | 10     | 0  | 0     | 1      | 18.     |
| 1993  | Formuła 1                              | Minardi                                | 14     | 0  | 0     | 5      | 14.     |
| 1994  | Formuła 1                              | Footwork                               | 16     | 0  | 0     | 6      | 15.     |
| 1995  | CART                                   | Walker Racing                          | 17     | 0  | 0     | 54     | 15.     |
| 1996  | CART                                   | Newman/Haas Racing                     | 16     | 0  | 0     | 110    | 5.      |
| 1996  | International Touring Car Championship | AMG                                    | 2      | 0  | 0     | 1      | 26.     |
| 1997  | CART                                   | Newman/Haas Racing                     | 11     | 0  | 0     | 42     | 15.     |
| 1998  | CART                                   | Newman/Haas Racing                     | 18     | 0  | 0     | 56     | 14.     |
| 1999  | CART                                   | Newman/Haas Racing                     | 15     | 1  | 1     | 121    | 7.      |
| 2000  | CART                                   | Newman/Haas Racing                     | 19     | 0  | 1     | 96     | 12.     |
| 2001  | CART                                   | Newman/Haas Racing                     | 20     | 0  | 0     | 70     | 15.     |
| 2001  | NASCAR Busch Series                    | Innovative Motorsports                 | 1      | 0  | 0     | 46     | 141.    |
| 2002  | CART                                   | Newman/Haas Racing                     | 19     | 0  | 0     | 122    | 5.      |
| 2002  | NASCAR Winston Cup                     | Petty Enterprises                      | 1      | 0  | 0     | 40     | 81.     |
| 2002  | NASCAR Busch Series                    | Innovative Motorsports                 | 2      | 0  | 0     | 92     | 102.    |
| 2003  | NASCAR Winston Cup                     | Petty Enterprises                      | 15     | 0  | 0     | 857    | 44.     |
| 2005  | Stock Car Brasil                       | Terra-Avallone Motorsport              | 11     | 0  | 0     | 32     | 23.     |
| 2006  | Stock Car Brasil                       | RC3-Bassani, Terra-Avallone Motorsport | 8      | 0  | 0     | 9      | 27.     |